# التلاعب بالمفاصل

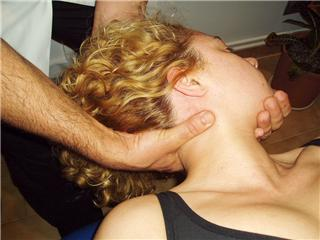
لحظة تطبيق تقنية التلاعب بالمفاصل لتحسين مرونة الرقبة وتخفيف الضغط

التلاعب بالمفاصل (بالإنجليزية: Joint manipulation)‏: هو نوع من التحريك الخارجي للمفاصل الهيكلية. يستهدف هذا التلاعب عادةً مفصلًا أو اثنين من المفاصل الزلالية، لتحقيق تأثير علاجي.

## ممارسة التلاعب
برز الاهتمام الحديث للتلاعب العلاجي في نهاية القرن التاسع عشر في أمريكا الشمالية تزامنًا مع بزوغ الطب التقويمي والمعالجة اليدوية. يمكن أن يقدم التلاعب بالمفاصل عدة مجموعات مختلفة في مجال الرعاية الصحية. يشيع في أمريكا الشمالية وأوروبا أن يقدم التلاعبَ بالمفاصل معالجو التقويم يدويًا (إذ يقدمون 90٪ من التلاعب العلاجي)، وأطباء الطب التقويمي الأمريكيون المدربون، ومختصو العلاج الوظيفي، ومختصو العلاج الطبيعي، ومختصو تقويم العظام الأوروبي. عند تطبيق التلاعب العلاجي على العمود الفقري يطلق عليه اسم التلاعب بالعمود الفقري.

## فرقعة المفاصل
يرتبط التلاعب بالمفاصل ارتباطًا وثيقًا بإصدار صوت «طقطقة» أو «فرقعة» مسموعة. يُعتقد أن هذا الصوت يصدر عن ظاهرة تُعرف باسم التكهف تحدث في سائل المفاصل الزلالية. حين يطبَّق التلاعب، تفصل القوة المطبقة أسطحَ المفصل الزلالي المُمحفظ تمامًا. ما يؤدي إلى تشويه محفظة المفصل الزلالي والأنسجة داخل المفصل، فيقل الضغط على التجويف المفصلي. في ظروف الضغط المنخفض، تترك بعض الغازات المذابة (الموجودة طبيعيًا في كل سوائل الجسم) محلولًا يشكّل فقاعة أو تجويفًا ينبجر بسرعة، مسببًّا صوت «طقطقة». يُعتقد أن فقاعة الغاز هذه تحتوي على غاز ثاني أكسيد الكربون درجة أولى. تبقى آثار هذه العملية فترة زمنية تسمى «فترة الجموح»، التي تمتد من دقائق معدودة إلى أكثر من ساعة، بينما يعيد السائل الزلالي امتصاصها ببطء. توجد بعض الأدلة على أن ارتخاء الأربطة حول المفصل المستهدف مرتبط باحتمالية أكثر للتجويف.

## الآثار السريرية وآليات العمل
تضمنت التأثيرات السريرية للتلاعب بالمفاصل ما يلي:
- تخفيف الألم العضلي الهيكلي مؤقتًّا.[6]
- تقصير مدة التعافي لتمزق أربطة الظهر الحاد.[بحاجة لمصدر]
- زيادة مؤقتة في مدى الحركة السلبية (آر أو إم)[7]
- تأثيرات فيزيولوجية تطرأ على الجهاز العصبي المركزي.[8]
- عدم تبدل وضعية المفصل العجزي الحرقفي.[9]

تتميز الآثار الجانبية للتلاعب العلاجي للعمود الفقري (إس إم تي) بأنها طفيفة إلى متوسطة الشدة، وقد تتضمن: عدم الارتياح الموضعي، أو الصداع، أو التعب، أو الانزعاج المتشعب.
لخص شيكيل (1994) النظريات المنشورة حول آليات العمل -التي تفسر كيف يمكن أن يؤدي التلاعبُ بالمفاصل تأثيراتِه السريرية- على النحو الآتي:
- تحرير الطية الزلالية المحصورة أو الثنية.
- استرخاء العضلات مفرطة التوتر.
- تفكيك الالتصاقات المفصلية أو حول المفصلية.
- تفكيك أجزاء الحركة النخاعية الخاضعة لانزياح غير متكافئ.

## قضايا السلامة
هناك مخاطر ترتبط بالتلاعب بالمفاصل -شأنه شأن كل التدخلات العلاجية الأخرى- خاصةً التلاعب بمفاصل العمود الفقري. تعَد الآثار الجانبية نادرة لكنها قد تكون خطيرة، وتتضمن هذه الآثار: الإصابات الفقرية القاعدية (في بي إيه)، والسكتات الدماغية، والانزلاق الغضروفي، وكسور الفقرات والضلوع، ومتلازمة ذنب الفرس.

## طب الطوارئ
قد يرتبط التلاعب بالمفاصل في طب الطوارئ بجلب قطع العظم المتكسرة أو المفاصل المخلوعة إلى موقعها التشريحي الطبيعي (بعبارة أخرى، يُعرف بـ«تقليل» الكسر أو الخلع). لا ترتبط هذه الإجراءات بإجراء الدفع السريع ضمن مدى الحركة (إتش في إل إيه).